# Nogometna reprezentacija manjina iz Estonije
Nogometna reprezentacija manjina iz Estonije predstavlja nacionalne manjine iz Estonije.
Trenutačni izbornik: 

Osnovana:

## Sudjelovanja na natjecanjima
Sudionici su Europeade, europskog prvenstva nacionalnih manjina koje se održalo u Njemačkoj od 16. do 24. lipnja 2012. godine.

## Vanjske poveznice
- Flickr[neaktivna poveznica] Manjine iz Estonije na Europeadi 2012.